# مهران امیری
مهران امیری (زادهٔ ۸ بهمن ۱۳۷۲ - سمیرم) یک بازیکن فوتبال اهل ایران است.
از باشگاه‌هایی که در آن بازی کرده است می‌توان به گیتی‌پسند، صبای قم و خونه به خونه بابل و پدیده مشهد و نفت مسجد سلیمان اشاره کرد.